# Festung von Harilaq
Die Festung von Harilaq (albanisch Kalaja e Harilaqit resp. Harilaçit oder Kështjella e Harilaqit, serbisch Градина Gradina) ist eine Festungsanlage im Süden des Dorfes Harilaq bei Fushë Kosova im zentralen Kosovo. Sie befindet sich auf einer Höhe von 766 m und liegt neun Kilometer südwestlich der Stadt Fushë Kosova und nur zwei Kilometer westlich des Flughafens Pristina. Das gesamte Areal ist ca. 1,3 Hektar groß. Die Ausgrabungen begannen im Jahre 2005 und wurden vom Museum des Kosovo und vom Archäologischen Institut des Kosovo durchgeführt. Diese konservierten und rekonstruierten einige Elemente der Festung, um sie zu erhalten. Bei den Arbeiten wurden zahlreiche Werke, Fundamente und Überreste von Zweckbauten entdeckt. Die gesamte Oberfläche der Burg, dazu zählen auch die kreisförmigen Wälle, misst etwa 1,3 Hektar.
Die Anführer der Burg kontrollierten eine große Landschaft mit Blick über einen großen Bereich des Kosovo. Klar zu sehen sind Teile der Gemeinden Fushë Kosova, Pristina, Obiliq, Lipjan, Ferizaj, Shtime und Drenas.